# Verrucosa caninde
Verrucosa caninde Lise, Kesster & Silva, 2015 è un ragno appartenente alla famiglia Araneidae.

## Etimologia
Il nome della specie deriva dalla località brasiliana di rinvenimento degli esemplari: Canindé.

## Caratteristiche
L'olotipo femminile rinvenuto ha lunghezza totale è di 8,60mm; la lunghezza del cefalotorace è di 3,25mm; e la larghezza è di 2,75mm.

## Distribuzione
La specie è stata reperita nel Brasile settentrionale: l'olotipo femminile è stato rinvenuto lungo il Rio Gurupí, ad alcuni Km dalla località di Canindé, appartenente allo stato di Pará.

## Tassonomia
Al 2015 non sono note sottospecie e non sono stati esaminati nuovi esemplari.